# Rumb a Orient
Rumb a Orient (títol original: Up in Arms) és una pel·lícula musical de 1944 dirigida per Elliott Nugent i protagonitzada per Danny Kaye i Dinah Shore. Va ser nominat a dos premis de l'Acadèmia el 1945. Està doblada al català.

## Argument
En Danny Weems treballa com a operador d'ascensors en un edifici mèdic de Nova York, de manera que pot estar a prop de metges i infermeres i obtenir assessorament gratuït sobre les seves suposades malalties. Els metges el coneixen bé i el consideren un hipocondríac. Així, quan és reclutat a l'exèrcit dels EUA per al servei de guerra, està devastat. El seu millor amic Joe també es recluta perquè pugui vigilar en Danny.
En Danny està enamorat de la Mary Morgan, una infermera, però ella està realment enamorada d'en Joe, i la noia d'aquest, la Virginia, està secretament enamorada d'en Danny. Els nois superen l'entrenament bàsic i, mentre s'embarquen en vaixell cap al Pacífic Sud, descobreixen que la Mary i la Virginia també s'han allistat com a infermeres de l'exèrcit. Com a oficials, però, no poden confraternitzar amb els nois.
En Danny aconsegueix portar la Mary de contraban a bord i, durant el viatge, intenta mantenir-la amagada, però finalment surt la veritat i en Danny és arrossegat davant el coronel Ashley, que el fa enviar a la presó.
Quan les tropes desembarquen a una illa del Pacífic, en Danny torna a ser empresonat, però és "rescatat" per una patrulla japonesa. Intenten interrogar-lo, però aquest aconsegueix enganyar-los i finalment es fa passar pel seu comandant. Dona ordres que els soldats japonesos que es rendeixin, i aquests obeeixen les ordres al peu de la lletra, i en Danny es transforma en un heroi.

## Repartiment
- Danny Kaye com Danny Weems
- Dinah Shore com infermera Virginia Merrill
- Dana Andrews com Joe Nelson
- Constance Dowling com infermera Mary Morgan
- Louis Calhern com coronel Phil Ashley
- Margaret Dumont com Mrs. Willoughby
- Virginia Mayo com infermera (sense acreditar)